# Шлегельмильх, Харальд
Харальд Шлегельмильх (латыш. Haralds Šlēgelmilhs, родился 6 декабря 1987 года в Риге) латвийский автогонщик.

## Карьера
Он начал свою карьеру в возрасте восьми лет. Он участвовал в различных картинговых чемпионатах в течение семи лет. В 2003 Харальд принимал участие в тестах Формулы-БМВ и в 2004 гонялся в австро-швейцарском чемпионате Формулы-БМВ. В то же время он участвовал в Формуле-Рено 2000 Скандинавия. Уровень его результатов был высок, поскольку он стал чемпионом австро-швейцарской серии и новичком года Формулы-Рено 2000. Он продолжил участие в немецкой Формуле-БМВ в 2005. Шлегельмильх был достаточно хорош и продвинулся в Немецкую Формулу-3, одержав там несколько побед. Его команда HS Technik решила перейти в Евросерию Формулы-3 взяв с собой Харальда. Первые тесты были проведены позднее чем у остальных команд, поэтому результаты первых гонок были плохи. Но через некоторое время Харальд становился лучше от гонки к гонке и смог одержать победу в гонке.
В октябре 2007 года он тестировал болид GP2 Trident Racing. 2 декабря было объявлено что латвиец будет участвовать в Международной Формуле Мастер с Trident в 2008. Он был нацелен на место в GP2 или Мировой серии Рено в 2009, и он принял участие за команду Comtec Racing заменив Александра Марсуана на первом этапе в Монтмело. Однако Марсуан вернулся на втором этапе, оставив Шлегельмильха без места в команде. Также он принял участие в серии GP2 Asia в 2008.

## Результаты выступлений

### Результаты выступлений в GP2

#### Результаты выступлений в GP2 Asia
| Легенда к таблице |                                                                    |
| --- | ------------------------------------------------------------------ |
| В таблице перечислены результаты всех гонок, в которых принимал участие гонщик. Строками таблицы являются сезоны, столбцами — этапы соревнований. В каждой клетке указаны сокращённое название этапа и результат, дополнительно обозначенный цветом. Расшифровка обозначений и цветов представлена в нижеследующей таблице. |                                                                    |
| \| Пример \| Описание \| \| ------------ \| ------------------------------------------------------------------ \| \| 1 \| Победитель \| \| 2 \| Второе место \| \| 3 \| Третье место \| \| 5 \| Финишировал, заработав очки \| \| Сход \| Не финишировал, но при этом заработал очки \| \| 12 \| Финишировал, не получив очков \| \| НКЛ \| Финишировал, но не попал в финальную классификацию \| \| 15 \| Участвовал вне зачёта, либо по отдельной классификации \| \| 18 \| Не финишировал, но попал в финальную классификацию \| \| Сход \| Не финишировал \| \| НКВ \| Не прошёл квалификацию \| \| НПКВ \| Не прошёл предквалификацию \| \| ДСК \| Дисквалифицирован \| \| ИСК \| Исключён из протокола соревнований \| \| ТТ \| Заявлен для участия только в тренировках \| \| НС \| Участвовал в квалификации, но не стартовал в гонке \| \| Т \| Травмирован или болен \| \| ОТК \| Отказ от участия \| \| НТР \| Прибыл на соревнования, но на трассу не выезжал \| \| НПР \| Был заявлен в числе участников, но не прибыл к началу соревнований \| \| О \| Соревнования отменены \| \| \| Не участвовал \| \| Поул-позиция \| \| \| Быстрый круг \| \| |                                                                    |
| Пример | Описание                                                           |
| 1 | Победитель                                                         |
| 2 | Второе место                                                       |
| 3 | Третье место                                                       |
| 5 | Финишировал, заработав очки                                        |
| Сход | Не финишировал, но при этом заработал очки                         |
| 12 | Финишировал, не получив очков                                      |
| НКЛ | Финишировал, но не попал в финальную классификацию                 |
| 15 | Участвовал вне зачёта, либо по отдельной классификации             |
| 18 | Не финишировал, но попал в финальную классификацию                 |
| Сход | Не финишировал                                                     |
| НКВ | Не прошёл квалификацию                                             |
| НПКВ | Не прошёл предквалификацию                                         |
| ДСК | Дисквалифицирован                                                  |
| ИСК | Исключён из протокола соревнований                                 |
| ТТ | Заявлен для участия только в тренировках                           |
| НС | Участвовал в квалификации, но не стартовал в гонке                 |
| Т | Травмирован или болен                                              |
| ОТК | Отказ от участия                                                   |
| НТР | Прибыл на соревнования, но на трассу не выезжал                    |
| НПР | Был заявлен в числе участников, но не прибыл к началу соревнований |
| О | Соревнования отменены                                              |
| | Не участвовал                                                      |
| Поул-позиция |                                                                    |
| Быстрый круг |                                                                    |

| Год  | Команда        | 1        | 2        | 3          | 4          | 5       | 6          | 7        | 8       | 9        | 10      | Место | Очки |
| ---- | -------------- | -------- | -------- | ---------- | ---------- | ------- | ---------- | -------- | ------- | -------- | ------- | ----- | ---- |
| 2008 | Trident Racing | ОАЭ 1 14 | ОАЭ 2 18 | ИНЗ 1 Сход | ИНЗ 2 Сход | МАЗ 1 8 | МАЗ 2 Сход | БАХ 1 14 | БАХ 2 5 | ОАЭ 1 16 | ОАЭ 2 7 | 18    | 3    |